# Bataille de Cochin
La bataille de Cochin, parfois appelée le « Deuxième siège de Cochin », est une série d'affrontements menés sur terre et sur mer, entre mars et juillet 1504, entre les Portugais, alliés au Trimumpara Raja de Cochin, et l'armée du Zamorin de Calicut, soutenue par celles d'États Malabarais vassaux.
Les célèbres exploits de la petite garnison portugaise, dirigée par Duarte Pacheco Pereira, repoussent une armée d'invasion largement plus nombreuse. Elle est une défaite humiliante pour le Zamorin de Calicut. Non seulement, il ne réussit pas à conquérir Cochin, mais son incapacité à écraser la petite opposition mine la foi de ses vassaux et alliés. Le Zamorin perd par la suite une grande partie de son autorité traditionnelle sur les États indiens Malabarais. La préservation de Cochin assure la présence continue des Portugais en Inde.

## Contexte
Depuis la fragmentation du Royaume Chera au Xe siècle, le dirigeant de la cité-état de Calicut (Port. Calecute ; maintenant, Kozhikode), connu sous le nom de Zamorin (Samoothiri Raja, « Seigneur de la mer ») est généralement reconnu comme suzerain par la plupart des petits États de la Côte de Malabar en Inde. Sous le règne des Zamorins, Calicut se développe en tant que ville de commerce des épices, telles que le poivre.
Lors l'arrivée des Portugais en Inde, en 1498, Vasco de Gama se rend à Calicut et tente de conclure un traité commercial avec le Zamorin. Le souverain autorise les Portugais à acheter des épices sur les marchés de Calicut, mais refuse de leur accorder de plus grands privilèges.
Lors de l'expédition portugaise suivante (2e Armada indienne, 1500), Pedro Álvares Cabral négocie un traité avec le nouveau Zamorin qui lui accorde l'ouverture d'une usine à Calicut. Cependant, des querelles éclatent entre les agents portugais et les commerçants Arabes établis dans la ville, dans lesquelles le Zamorin refusent d'intervenir. En décembre 1500, l'usine des Portugais à Calicut est attaquée et plusieurs sont tués. Blâmant le Zamorin pour l'incident, Cabral demande réparation et l'expulsion tous les commerçants arabes de la ville. À la suite du refus du dirigeant indien, les Portugais bombardent la ville de Calicut.

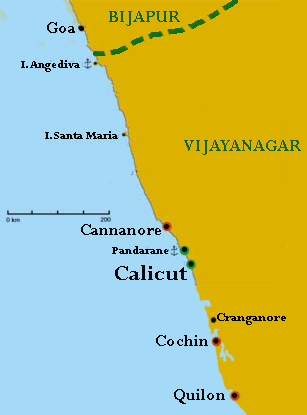
Côte de Malabar, Inde, vers 1500.

Ainsi commence la guerre entre le Portugal et Calicut. Les Portugais trouvent rapidement des alliés locaux parmi certaines des cités-États de la côte de Malabar qui ont longtemps été en conflit sous la domination de Calicut. Cochin (Cochim, Kochi), Cannanore (Canonor, Kannur) et Quilon (Coulão, Kollam) ouvrent leurs ports et invitent les Portugais.
Les navires portugais qui se rendent en Inde s'en prennent régulièrement à Calicut en s'attaquant à ses bateaux et en éloignant le trafic commercial de la ville. L'avantage technologique de leur flotte de guerre étant conséquent, le Zamorin évite de défier les portugais en mer . Cependant, sur terre, la différence militaire n’est pas aussi importante et les portugais en Inde ne sont qu'une poignée d’agents commerciaux.
Le Zamorin tente ainsi, via son autorité traditionnelle sur les États Malabar, de fermer l'accès aux épices des Portugais pour les forcer à partir ou à négocier les conditions d'une paix raisonnable . Il fait pression sur les royaumes de Cochin, Cannanore et Quilon, qui lui sont hostiles, pour interdire leurs marchés aux Portugais .
Néanmoins, le Raja de Cochin rejette les demandes du Zamorin .

### Premier siège de Cochin (1503)
Cochin est une ville commerciale en pleine croissance perchée au bord de la lagune de Vembanad. Le monarque hindou de Cochin, Unni Goda Varma, au milieu d'une querelle familiale, cherche probablement l'alliance portugaise pour renforcer sa propre position face à ses proches .
Le Raja fait en sorte que l'envoyé portugais Diogo Fernandes Correia et ses assistants, Lourenço Moreno et Álvaro Vaz, restent dans son propre palais et veille à ce qu'ils soient toujours escortés par des gardes fidèles en se promenant sur les marchés de la ville. Cependant, l'influence du Zamorin sur l'arrière-pays du Kerala tarit une grande partie des réserves de poivre de son royaume. Les portugais sont déçus des rares trouvailles sur les marchés aux épices de Cochin, et le Raja est conscient de leur intérêt croissant pour d'autres villes plus prometteuses, notamment Quilon.

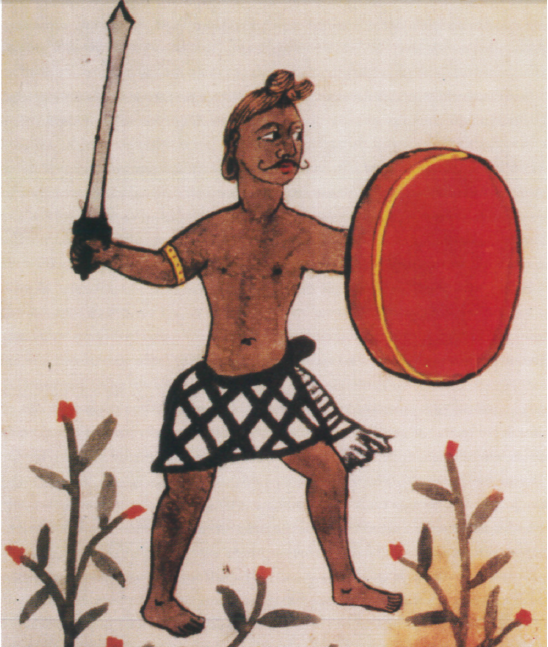
Représentation portugaise du XVIe siècle d'un guerrier malabarais Nair

En mars 1503, dès que la flotte portugaise repart vers Lisbonne, le Zamorin décide d'intimider son ennemi pour qu'il lui obéisse. Les Portugais laissent derrière eux une petite patrouille côtière pour aider la défense de Cochin. Mais le commandant de la patrouille, Vicente Sodré écarte les rumeurs sur les préparatifs militaires du Zamorin et décide d'emmener sa patrouille naviguer à l'embouchure de la mer Rouge. Ils ne reviennent qu'à la fin de l'été.
En avril, le Zamorin dirige une grande armée de Calicut de quelque 50 000 soldats contre Cochin. En chemin, il doit être rejoint par des seigneurs alliés Malabarais, notamment les dirigeants d'Edapalli. Le fils du Raja, Narayan, se précipite avec une force de 5 500 soldats cochinois pour bloquer le passage de l'armée de Calicut sur un passage près d'Edapalli (« Repelim »). Narayan repousse vaillamment deux assauts de Calicut, mais finalement les agents du Zamorin, par la corruption et le subterfuge, réussissent à détacher de nombreux Nairs cochinois de la ligne de front. Lors de l'assaut suivant, Narayan est submergé et tué, avec ses forces restantes.
La position courageuse de Narayan donne à son père et à ses invités portugais suffisamment de temps pour fuir Cochin à travers l'eau jusqu'à l'île Vypin (« Vaipim ») avec un petit noyau de gardes fidèles. Le Zamorin s'empare de la ville de Cochin et demande au Trimumpara Raja de lui remettre les agents portugais, mais le roi refuse. Les défenses naturelles de Vypin et la détérioration des conditions météorologiques empêchent le lancement d'un assaut contre l'île. Le Zamorin, frustré, se limite à incendier la ville de Cochin et jure de revenir une fois le temps amélioré.
Avant d'incendier Cochin, le Zamorin de Calicut s'empare d'une ancienne pierre sacrée, sur laquelle les anciens rois Chera de Malabar étaient traditionnellement érigés en seigneurs de la mer et suzerains de tous les États de Malabar. La pierre sacrée se trouve à l'origine dans l'ancienne capitale Malabaraise de Cranganore, mais a depuis été déplacée à Cochin. Le Zamorin la déplace à nouveau, à Edapalli .
La principale armée de Calicut revient le même mois d'août, et une fois de plus le Trimumpara Raja et les agents portugais se retranchent à Vypin. Le Zamorin et ses alliés Malabarais sont en train de préparer des bateaux d'assaut contre l'île, lorsqu'ils repèrent six navires portugais armés (5e Armada), sous le commandement de Francisco de Albuquerque, en route vers Cochin. Les armées alliées Malabaraises commencent immédiatement à fuir, le Zamorin lève le siège à contrecœur et retourne à Calicut.

### Préparatifs
Cochin est sauvé juste à temps, mais les armées du Zamorin sont sûres de revenir au printemps prochain, dès le départ de la 5e Armada. Les Portugais se mettent donc immédiatement à préparer la défense de Cochin en l'absence de la flotte.
Une escadre de navires portugais fait une tournée de la lagune de Vembanad, punissant les princelets locaux qui ont apporté leur soutien au Zamorin. Le sac brutal d'Edapalli par les Portugais, rasant la ville, avec une grande effusion de sang, est remarquable dans cette campagne. Les petites villes et villages connaissent un sort similaire ou changent rapidement d'allégeance en faveur de Cochin. De cette manière, le Trimumpara Raja de Cochin est imposé de force par les armes portugaises comme suzerain de la lagune de Vembanad .
Entre-temps, les commandants portugais persuadent le Trimumpara Raja de leur permettre d'ériger une forteresse à la limite de la péninsule de Cochin (une zone aujourd'hui connue sous le nom de Fort Kochi), juste un peu à l'ouest de la vieille ville de Cochin proprement dit (autour de ce qui est maintenant Mattancherry). Le Fort Manuel de Cochim est le premier fort portugais en Asie.
Une fois terminé, le commandant de la flotte portugaise, Afonso de Albuquerque, contre toute attente, accepte soudainement un traité de paix avec le Zamorin de Calicut. Néanmoins, la paix est à nouveau rompue lors d'une escarmouche concernant la livraison d'une cargaison d'épices à Cranganore .

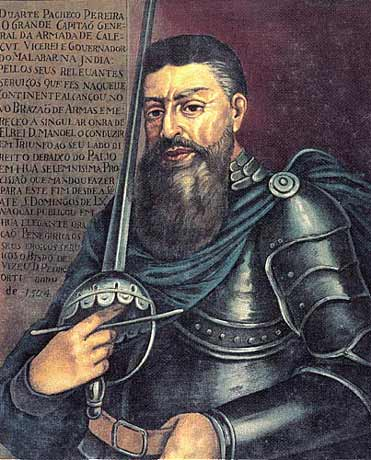
Duarte Pacheco Pereira, premier commandant du Fort Manuel de Cochin.

 Fin janvier 1504, la 5e Armada portugaise des Indes quitte finalement Cochin. Ils laissent derrière eux une petite garnison d'environ 150 soldats portugais armés (certains disent seulement 130 ou moins ) au Fort Manuel de Cochin, sous le commandement du chevalier Duarte Pacheco Pereira. Pacheco reçoit également trois navires – une caraque (la Concepção sous Diogo Pereira) et deux caravelles (la Garrida de Pêro Rafael, et un autre de nom inconnu sous Diogo Pires (ou Peres)) .
Une nouvelle grande armée d’invasion est rassemblée à Calicut. Contrairement à la précédente, elle est mieux équipée. Le Zamorin dispose d'un important contingent d'armes à feu (arquebuses et/ou mousquets de la part des Turcs. Deux agents de la république de Venise, venus secrètement en Inde avec la 4e Armada portugaise, aident Calicut à forger une meilleure artillerie. Au moins cinq gros canons européens sont prêts, ainsi que quelques centaines de canons de bateau plus petits. Des messages sont envoyés aux alliés du Zamorin pour préparer leurs forces auxiliaires .
Cette nouvelle menace alerte Cochin qui a perdu une bataille lors du siège de l'année précédente. Bien que, dans sa nouvelle position de seigneur de la lagune de Vembanad, le Trimumpara Raja puisse, théoriquement, faire appel à 30 000 soldats autour de la lagune, au plus 8 000 pourraient répondre à son appel, le reste étant « activement ou passivement hostile » .
La première tâche de Duarte Pacheco est de renforcer la détermination du Trimumpara Raja, en le persuadant que les Portugais sont là pour rester et que son sort est lié à eux. Le souverain remet ainsi entre leurs mains la défense de la ville. Le Trimumpara publie des édits interdisant à quiconque de quitter Cochin sous peine de mort et ordonne à ses sujets d'obéir aux ordres de Duarte Pacheco.
La communauté musulmane étant particulièrement préoccupante, Duarte Pacheco s'adresse à une assemblée des principaux marchands musulmans de Cochin, promettant qu'aucun mal ne leur serait fait. Par précaution, il prend en otage certaines grandes familles musulmanes, les expédiant sous surveillance sur l'île de Vypin pendant toute la durée des hostilités . En plus de cela, de grandes réserves de denrées alimentaires (riz, sucre, etc.) sont stockées à Vypin au cas où les hommes du Zamorin mettraient le feu à la ville ou en cas d'évacuation .
En prélude, Duarte Pacheco lance des raids mineurs sur quelques petites localités autour d'Edapalli, qui se sont rangés du côté du Zamorin. Il s’agit d’une démonstration de force des Portugais pour rassurer la population de Cochin.

## Col de Cambalão
Grâce aux réseaux de renseignement, Duarte Pacheco Pereira reçoit des informations sur les forces armées du Zamorin et sur leurs mouvements. Le Zamorin lui-même dirige une armée de Calicut forte de 57 000 hommes (certains citent 84 000, qui peuvent ou non inclure des auxiliaires ; bien que la plupart d'entre eux sont certainement très légèrement armés ). L'armée du Zamorin apporte cinq gros canons européens, coulés par les deux ingénieurs vénitiens, et près de 300 canons indiens plus petits. L'armée est rassemblée près de Cranganore et doit marcher vers le sud le long de la rive Est de la lagune de Vembanad et traverser le passage par Kumbalam (« Cambalão »).
La flotte de Calicut est composée de 160 navires – dont environ 76 sont des « paraus »  (un navire de guerre Malabarais propulsé à voiles et à rames, souvent comparé par les écrivains à une fuste ou galiote ). Chaque parau est armé de deux bombardes, de cinq mousquets et de 25 archers . Les bateaux restants étaient plus petits, quelque 54 petits « paraus » et 30 canoës, chacun monté avec un canon et 16 soldats . La flotte est sous le commandement du neveu du Zamorin (et héritier de Calicut), Naubea Daring (« Naubeadarim »), avec le seigneur Elcanol d'Edapalli comme commandant en second. La flotte doit se glisser dans le lagon de Vembanad via l'exutoire près de Cranganore puis descendre le lagon, accompagnant et protégeant l'infanterie.
Pleinement informé des plans du Zamorin, Duarte Pacheco Pereira détermine que les forces luso-cochinoises doivent bloquer le passage de l'armée au gué de Kumbalam (« Passo de Cambalão »). Il place Diogo Fernandes Correia et ses deux assistants, Lourenço Moreno et Álvaro Vaz, avec 39 hommes au Fort Manuel. Le grand nau Concepção est chargé de 25 hommes, d'artillerie et de cinq artilleurs experts, et placé sous le commandement de Diogo Pereira. Ce dernier reçoit pour instruction de rester près du fort et de défendre la ville de Cochin face aux navires de Calicut.
Duarte Pacheco place 26 hommes dans l'une des caravelles sous le commandement de Pêro Rafael. L'autre caravelle encore en réparation, Pacheco réquisitionne deux « bateis » Malabaraises (comparables aux pinasses), en plaçant l'un (avec 23 hommes) sous Diogo Pires, et l'autre (avec 22 hommes) sous son commandement . Chaque batel est armé de quatre canons pivotants.
Les ouvriers cochinois ont produit une collection de boucliers de tour, d'épaisses planches de bois, de deux doigts d'épaisseur, qui sont montées tout le long des côtés de la caravelle et des batéis comme crénelages pour protéger l’équipage des tirs de missiles. Des filets de corde sont suspendus aux mâts et des sacs remplis de coton sont placés sur tout le pont du navire et accrochés tout le long des côtés, pour protéger les navires des boulets de canon . Des bateaux chargés de bonne pierre dure ont été expédiés de l'île d'Anjediva pour être sculptés par des ouvriers cochinois en boulets pour les canons portugais . Les ouvriers cochinois produisent également discrètement un grand nombre de poteaux de 3,5 mètres de haut, aiguisés à une extrémité, durcis par le feu à l'autre, avec des découpés de rainures pour permettre de les enclencher avec des poteaux transversaux .
La majeure partie de son armée ayant déserté, le Trimumpara Raja de Cochin se retrouva avec moins de 5 000 soldats. Il assigne environ 500 Nairs pour rejoindre la petite flotte de Duarte Pacheco au col de Kumbalam, conservant le reste pour protéger la ville.
Naviguant prudemment à travers les minces passages et détroits saumâtres du lac Vembanad, les trois navires de Duarte Pacheco (et les bateaux cochinois qui les accompagnent) arrivent au gué de Kumbalam, à seulement 100 m d'eau peu profonde. Pacheco ordonne que les longs poteaux aiguisés soient percés profondément au milieu du canal et sur toute la longueur du gué, une palissade de fortune pour bloquer le passage de l'infanterie. Il ordonne ensuite d'attacher les navires les uns aux autres et aux berges (avec des cordes de fer, afin qu'ils ne puissent pas être facilement coupés et mis à la dérive). Les navires sont placés avec les bordées face aux rivages.

### Localisation du Col

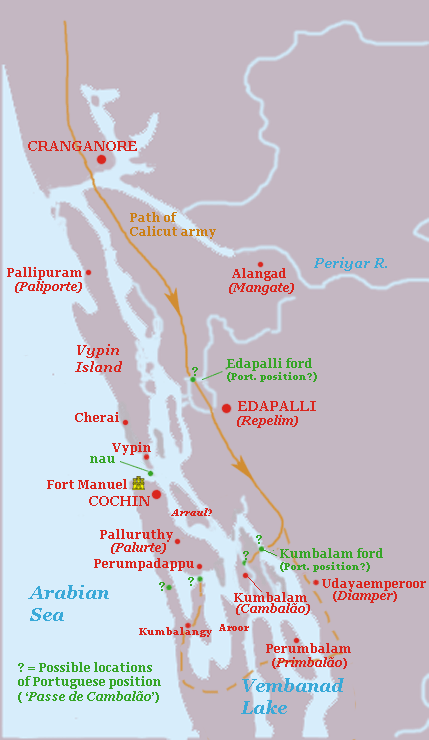
Carte conjecturale montrant plusieurs positions possibles du « Col de Cambalão » détenu par les Portugais en avril 1504.
Remarque : cette carte est hautement conjecturale, basée à peu près sur la géographie moderne du lac Kochi et Vembanad, qui a probablement considérablement changé depuis le XVIe siècle. Points verts = emplacements possibles de la position portugaise, Ligne droite = itinéraire le plus probable de l'armée de Calicut ; Ligne pointillée = itinéraire alternatif plus long pour l'armée de Calicut.

L'emplacement exact du Col de Cambalão, le point de passage à gué où Duarte Pacheco Pereira prend position, est incertain et contesté dans diverses sources. Le « Cambalão » portugais correspond probablement à l'actuelle Kumbalam sur les îles allongées au milieu-sud de la lagune Vembanad – c'est-à-dire « en dessous » de la ville de Cochin. Cependant, certains historiens (par exemple Logan (1887), Whiteway (1894), Monteiro (1989)) suggèrent que les Portugais sont installés beaucoup plus au nord, au gué de Edapalli (portugais « Repelim »), le même col que Narayan tente en vain de conserver l'année précédente .

### Premier assaut
Duarte Pacheco n'a pas à attendre longtemps avant que l'armée massive du Zamorin de Calicut apparaisse au gué de Kumbalam. L'armée a investi et déployé ses positions sur les berges dans la nuit, sans que personne les aperçoive jusqu'à l'aube du 31 mars (Dimanche des Rameaux) .
La vue soudaine, dans la lumière du petit matin, de l'armée massive du Zamorin de 84 000 hommes sur les rives, déjà déployés, dans leurs magnifiques armes avec des drapeaux flottants et des canons en position, est un spectacle surprenant pour les défenseurs. Le retentissement intimidant des trompettes et les cris de guerre d’une armée aussi massive est trop lourd à supporter pour certains défenseurs. L'acte final de ce terrifiant prélude est l'apparition soudaine de la flotte de Calicut, composée de 160 navires armés, derrière le coude du détroit .
Certains bateaux cochinois commencent à s'enfuir, d'autres suivent, et bientôt une panique massive s'installe. Les bateaux cochinois, avec leurs 500 Nairs, fuient tous rapidement vers Cochin. Seuls les trois navires ancrés, avec environ 90 Portugais (plus deux fonctionnaires cochinois ) restent pour affronter l'armée et la flotte de Zamorin.
Pour Duarte Pacheco, la préoccupation la plus immédiate concerne les cinq canons vénitiens sur le rivage. On dit que la plupart des canons indiens ont à peu près « la portée et la force d'une pierre lancée par un bras », ce qui représente peu de menace pour les navires renforcés en coton. Mais les canons vénitiens peuvent les couler à distance. Pacheco dirige immédiatement ²tous ses tirs sur ces canons, dispersant les équipages de batterie, et maintenant des tirs intermittents concentrés sur eux pour les empêcher de se reformer. Le feu est également dirigé vers les équipes de hachettes de Calicut qui se sont aventurées dans le gué pour tenter d'abattre la palissade.
Pendant ce temps, la flotte de Calicut commence à avancer vers la position portugaise. Mais l'étroitesse même du canal choisi par Pacheco est fortuite. Cela ne permet pas à la grande flotte de Calicut de s'étendre sur un large front. Au lieu de cela, ils doivent approcher les Portugais ancrés avec un front très étroit. Cela oppose les trois navires portugais à seulement une douzaine de paras à la fois, ce que la puissance de feu portugaise supérieure peut gérer.
La première vague est la plus difficile : une vingtaine de bateaux, étroitement liés les uns aux autres, avancent ensemble, constituant une quarantaine de bombardes et 100 mousquets, auxquels s'ajoutent d'innombrables archers. Mais les boucliers de tour et les sacs de coton des navires portugais font des merveilles, amortissant les boulets et permettant aux arbalétriers, mousquetaires et artilleurs portugais d'abattre les artilleurs et mousquetaires des bateaux Malabarais, qui n'ont que peu ou pas de protection. Après quelques volées, quatre bateaux sont à moitié coulés, les autres assez endommagés ou couverts de suffisamment de morts et de blessés pour ne pas pouvoir continuer, et commencent à se retirer.
Ils sont suivis d'une deuxième vague d'une dizaine de bateaux. Mais elle connait à peu près le même sort. Puis une troisième, une quatrième et une cinquième, chacune ne s'en sort pas mieux. En effet, cela ne fait que devenir plus facile pour les Portugais, car les paraus coulés, endommagés et se retirant des vagues précédentes forment des obstacles fluviaux (et un spectacle démoralisant) pour la suivante. À midi, les commandants de la flotte de Calicut se rendent compte que cela ne fonctionne pas et ordonnent la retraite.
Pendant tout cela, l'armée du Zamorin rassemblée sur les côtes est largement inefficace. Les boucliers et les filets de la tour repoussent la plupart de leurs tirs constants de boulets. Le feu doit être occasionnellement dirigé vers le rivage, pour garantir que les canons italiens restent hors service et que les escadrons de hachettes n'atteignent pas la palissade du gué.
La matinée est humiliante pour le Zamorin. Les chroniqueurs rapportent que, lors de cette première rencontre, l'armée et la flotte de Calicut subit quelque 1 300 morts, tandis que les Portugais ne subissent aucune perte.

### Deuxième assaut
Une semaine s'écoule jusqu'au deuxième assaut du gué de Kumblam, le 7 avril (dimanche de Pâques) . Pendant cet intérim, la caravelle de Diogo Pires qui est en réparation retrouve sa forme et rejoint l'équipe au gué de Kumbalam. Le nau « Concepção » reste comme sentinelle devant la ville de Cochin.
Le Zamorin est également occupé à réparer ses navires et à lever davantage de troupes. Cette fois, il opte pour une tactique de diversion. Tandis que la flotte principale de Calicut (environ 150 bateaux) se dirige vers Kumbalam, une flotte d'environ 70 paraus de Calicut se dirige vers la ville de Cochin elle-même et engage le nau « Concepção ». Le but est de forcer la petite escouade de Duarte Pacheco à abandonner Kumbalam pour sauver la ville de Cochin, laissant ainsi le gué de Kumbalam ouvert à son armée.
Dès qu'il en a connaissance (par les canaux de renseignement habituels), le Trimumpara Raja de Cochin envoie immédiatementun un message à Duarte Pacheco le suppliant de revenir. Pacheco ignore d’abord la demande. Cependant, vers 9 heures du matin, avec la marée descendante et le vent en sa faveur, Duarte Pacheco décide que les éléments peuvent lui permettre de faire appel. Prenant une caravelle et un batel, et laissant les deux autres derrière lui pour tenir le gué, Pacheco court vers Cochin. Il arrive juste au moment où le nau « Concepção » est en train de repousser désespérément un assaut intensif de l'escouade de Calicut. Voyant les deux navires de Pacheco arriver par l'arrière, l'escouade de Calicut se rend compte qu'ils sont sur le point d'être pris au piège dans des tirs croisés et rompt rapidement l'engagement et se retire.
Pacheco ne s'arrête pas pour saluer ou demander des renseignements, mais fait immédiatement demi-tour avec ses bateaux et court vers le col de Kumbalam. La marée haute monte et le vent tourne. Il revient au gué de Kumbalam juste à temps pour s'ancrer avec les autres et se préparer à affronter le gros de la flotte de Calicut, qui se dirige maintenant vers le gué.
La même scène que la semaine précédente se joue avec les paraus de Calicut forcés d'avancer par petites vagues étroites et qui sont tout aussi infructueuses. Après avoir perdu environ 19 navires à cause de lourds dégâts et quelque 290 morts, l'amiral de Calicut annule l'attaque. Le pari de diversion échoue.

### Troisième assaut
Le lendemain, plutôt que de se reposer et de récupérer, Duarte Pacheco lance une attaque surprise contre quelques petits villages des îles voisines, qui fournissent furtivement des paraus à la flotte de Calicut. La valeur de la cible elle-même n’est pas grande. Son objectif principal est de déstabiliser psychologiquement l'armée du Zamorin.
Le lendemain (mardi 9 avril), le Zamorin décide d'adopter une nouvelle tactique. Il n’y a plus d’attaques de flotte impétueuses. La flotte reçoit l'ordre de se retenir jusqu'à ce que les navires portugais soient coulés ou gravement endommagés par les canons côtiers. À cette fin, les batteries de Calicut sont positionnées soigneusement et protègent leurs canons vénitiens.
La bataille s'ouvre par un barrage terrestre sur les navires portugais. Mais alors que les canons vénitiens ont la portée nécessaire pour toucher les navires, les équipages de batterie relativement inexpérimentés n'ont pas la visée – certainement pas à cette distance. Duarte Pacheco informe rapidement de la situation et interdit aux navires de riposter. Son intention est de donner confiance aux équipages de la batterie de Calicut et de les inciter à avancer leurs canons pour mieux viser (et s'exposer).
La ruse de Pacheco fonctionne mieux que prévu. Alors que les canons des navires portugais se taisent et qu'ils restent tranquilles, se laissant tirer dessus depuis la terre sans riposter, les capitaines de Calicut ne tardent pas à conclure que les Portugais doivent être à court de munitions. À ce stade, le plan prudent du Zamorin échoue. Non seulement les batteries de canons commencent à quitter leurs positions protégées, mais la flotte de Calicut, qui reste inactive à l'embouchure du détroit, surveillant avec méfiance les Portugais, décide que c'est une opportunité en or. Avec les canons portugais à court de munitions, il est simple pour les paraus de se précipiter, de s'attaquer, d'aborder et de submerger les Portugais par leur nombre. Ils se lancent impétueusement en aval vers l'équipe portugaise.
Duarte Pacheco tient le feu jusqu'à ce que la première vague de paraus se rapproche suffisamment, puis lance un barrage à bout portant, coulant huit paraus dans une volée massive de tirs de canon et de mousquet, causant un nombre extraordinaire de victimes. La première vague est brisée, mais le reste des paraus s'est trop avancé pour reculer maintenant. La flotte du Zamorin s'engage et cela se déroule comme avant avec de petites vagues infructueuses après vagues de paraus, brisées successivement et calmement par les tirs portugais. Les canons vénitiens, désormais imprudemment avancés et exposés, sont réduits au silence par des tirs directs occasionnels sur les équipages de batterie.
À midi, cependant, l'un des «bateis» portugais prend feu, obligeant l'équipage à diviser ses attentions. La vague suivante de paraus de Calicut concentre tous ses efforts là-dessus, dans l'espoir de mettre définitivement hors service au moins une des quatre plates-formes portugaises. Mais l'équipage réussit à éteindre l'incendie et à repousser l'attaque.
À la fin de la journée, la flotte de Calicut se retire, après avoir perdu 22 paras et quelque 600 morts. Malgré l'épuisement des équipages, Pacheco ordonne à ses deux « bateis » de lancer une brève poursuite de la flotte en retraite. Un peu en chemin, les bateis débarquent quelques soldats près d'Edapalli, incendient deux petits villages et battent la garde qu'un seigneur local s'est précipité d'envoyer pour les sauver.
Malgré toutes ces actions, les Portugais, une fois de plus, ne comptent aucun mort, seulement quelques blessés.
Le Zamorin est démoralisé après cet assaut et se retire dans ses tentes. Déjà après le deuxième assaut, le Zamorin aurait compris l'inutilité des attaques répétées contre le gué de Kumbalam et aurait même probablement décidé d'arrêter la campagne et d'entamer des négociations de paix. Néanmoins, ses capitaines l'auraient poussé à réessayer, à restaurer son honneur et garder la foi de ses vassaux; le conduisant ainsi à un nouvel échec.

## Cols de Palignar et Palurte
Au lieu d'arrêter la campagne, les commandants du Zamorin proposent d'abandonner Kumbalam et d'essayer d'atteindre Cochin via deux passages plus au nord – « Palignar » et « Palurte ».

### Localisation des cols

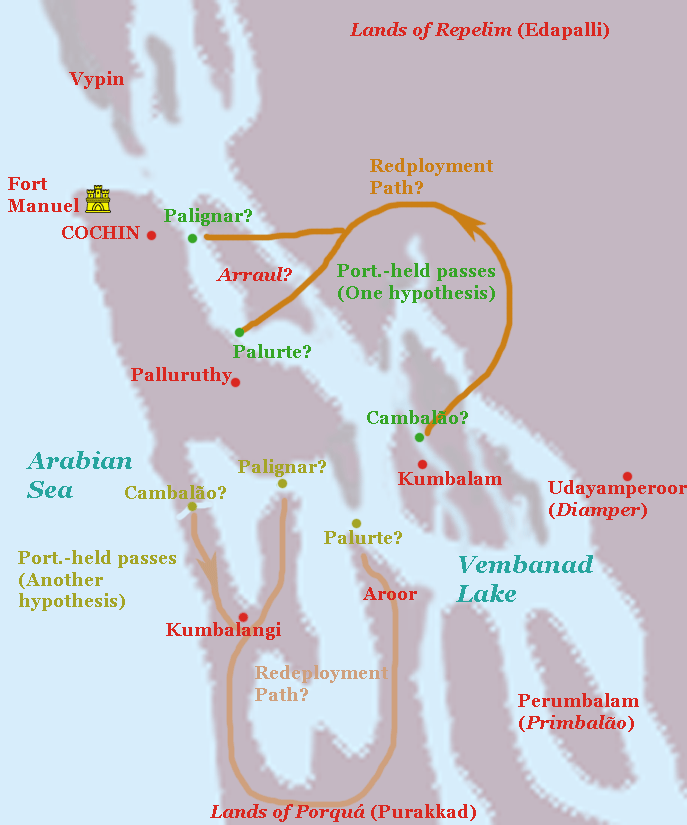
Carte conjecturale montrant plusieurs positions possibles des cols de « Palignar » et « Palurte » détenus par les Portugais en mai-juin 1504. Encore une fois hautement conjecturale. Vert foncé = une hypothèse possible des positions ; Vert clair : une autre hypothèse des positions. Montre également l'itinéraire implicite du redéploiement de l'armée de Calicut depuis sa position d'origine à « Cambalão ».

« Palurte » est presque certainement Palluruthy, au sud de Cochin. L'emplacement de Palignar (alternativement donné par Palinhar, Palinhard, Palignard, Pallinganad, Palimbão) est Panangad, une île à l'Est de Kumbalam, au sud d'Ernakulam, parsemée dans la rivière Vambanad. Palignar est à proximité de Palurte (soit au nord, soit au sud – peu clair dans les chroniques). Palignar (ou ses équivalents à consonance similaire) n'est pas facile à trouver dans les géographies habituelles des lacs du Kerala .
Les chroniques suggèrent que les passages se font via l'île d'Arraul (ou Darraul ou Arrail). Cela peut être une référence à Aroor, une péninsule du sud, qui peut effectivement être traversée vers le nord en direction de Palluruthy.
La géographie des lacs du Kerala montre qu'il existe de nombreux endroits portant des noms à consonance « Aroor »/« Aryoor » dans la région. Le Trimumpara Raja cite sa seigneurie d'Arraul comme troisième en importance (après Cochin et Vypin), suggérant qu'elle ne doit pas être très éloignée . Il y a des suggestions (par exemple Castanheda, pp. 224, 227) selon lesquelles les combats sont très proches de la ville de Cochin et de Fort Manuel. Certaines chroniques suggèrent que la route via Arraul est un passage plutôt direct vers la ville de Cochin – en fait, le même passage emprunté par les armées du Zamorin lors du premier siège de 1503 .
Une hypothèse probable est que l'île « Arraul » peut être l'île Willingdon moderne dans le port de Kochi (ou plutôt une île sous-jacente située là-bas auparavant, car la majeure partie de Willingdon a été créée artificiellement dans les années 1920). Ainsi, « Palignar » et « Palurte » sont des passages qui entrent directement sur la masse continentale où se trouve la ville de Cochin.

### Redéploiement vers Arraul
Les passages de Palignar (Panangad) - Palurte (Palluruthi) via l'île d'Arraul (Aroor) ne sont pas protégés lors des attaques à gué de Kumbalam, mais le Zamorin ne les tente pas car la destination de Kumbalam, une fois fixée, « est devenue un point d'honneur » à respecter. De plus, les passages du nord sont couverts de forêts denses et de bosquets impropres au passage facile de sa grande armée . Mais le plus gros inconvénient est qu'ils ne sont pas franchis facilement – c'est-à-dire que Palignar est seulement franchissable à pied à marée basse, alors que Palurte a besoin de bateaux. Le principal avantage des passages d'Arraul est qu'ils sont deux, c'est-à-dire que les Portugais ne sont pas en mesure de défendre simultanément Palignar et Palurte.
Fin avril, le Zamorin lève le camp à Kumbalam et commence à se retirer – apparemment vers Calicut. Mais Duarte Pacheco Pereira est bientôt informé que l'armée du Zamorin se dirige en fait vers les cols de Palignar-Palurte et que les troupes avancées du Zamorin, environ 500 Nairs, sont déjà sur l'île d'Arraul, coupant les fourrés pour faciliter le passage. Pacheco se précipite avec quelques bateaux jusqu'à Arraul, tandis que le Trimumpara Raja envoi une armée de quelque 200 Nairs de la ville de Cochin pour le rejoindre là-bas . Pacheco en prend le commandement, les divise en deux colonnes, l'une sous lui, l'autre sous Pêro Rafael, et repousse les coupe-bois .
Duarte Pacheco entreprend d'organiser sa position avant l'arrivée du reste de l'armée de Calicut, estimée à seulement une journée. Ses caravelles ne peuvent aller que jusqu'à Palurte – le manque de profondeur de l'eau empêche les caravelles d'avancer au-delà. Pacheco ordonne donc aux deux caravelles (commandées par Pêro Rafael et Diogo Pires) de s'ancrer à Palurte avec des cordes de fer, tandis qu'il procède avec les deux plus petits batéis jusqu'au gué de Palignar.
À Palignar, Duarte Pacheco ancre ses deux bateis sur la rive, les plaçant sous le commandement de Simão de Andrade et de Cristóvão Jusarte . La rive proche du gué est détenue par une force de 600 hommes, des Nairs cochinois, envoyés par le Trimumpara Raja, sous le commandement de son neveu et héritier, Unni Goda Varda (« Candagora » ). Son assistant, Lourenço Moreno, présent au Fort Manuel et désireux d'action, se présente au gué puis est chargé soit de prendre le commandement d'un retranchement terrestre, soit de monter à bord de canoës cochinois. Duarte Pacheco ordonne aux troupes ainsi qu'aux équipages de dégager les rives opposées de la végétation, afin de priver les archers et les canons ennemis de toute forme de couverture protectrice .
La clé cruciale de la défense de Duarte Pacheco sont les marées. Bien que contraint de défendre deux passages, il se rend compte qu’il n’est pas obligé de les défendre tous les deux en même temps. Le gué de Palignar ne peut être traversé qu'à pied à marée basse, période pendant laquelle l'eau de Palurte est trop peu profonde pour que les bateaux du Zamorin puissent se déplacer. À marée haute, les bateaux peuvent se déplacer à Palurte, mais l'infanterie ne peut pas passer à gué à Palignar. Duarte Pacheco peut ainsi faire la navette avec une partie de ses forces via des eaux peu profondes entre les deux passages - renforçant les Nairs et les bateis à Palignar à marée basse, puis glisser dans le détroit pour aider les caravelles de Palurte à marée haute.

### Quatrième assaut
L'avant-garde de l'armée du Zamorin, composée de quelque 15 000 fantassins dirigés par le prince Naubeadarim, arrive au gué de Palignar un jour ou deux après l'escarmouche d'Arraul. À peu près au même moment, la flotte de Calicut, composée d'environ 250 navires commandés par le seigneur Ercanol d'Edapalli, atteint les environs de Palurte. Naubeadrim prend le contrôle du gué avec son armée, laissant Ercanol déloger les deux caravelles de Palurte.
L'attaque commence à l'aube du 1er mai . Comme la marée est haute dans la matinée, Palignar est infranchissable pour l'infanterie de Naubeadarim, alors Pacheco quitte les bateis avec seulement un petit équipage sous le commandement d'Andrade et Jusarte, et transporte la plupart de ses forces sur des chaloupes jusqu'à Palurte. Un contingent de Nairs cochinois accompagne Pacheco, bien que le gros soit resté avec le prince Candagora du côté le plus proche du gué de Palignar.
Le défrichement de la végétation sur les rives opposées porte immédiatement ses fruits car, en arrivant à Palurte, Pacheco remarque facilement un certain nombre de canons de Calicut qui se mettent en position, visant à couler les caravelles ancrées. Duarte Pacheco ordonne des tirs concentrés des navires sur leur position, dispersant les équipages d'artillerie de Calicut. Il débarque ensuite une force d'assaut luso-cochinoise sur la plage, qui se précipite pour achever les équipages restants de Calicut puis emporte ou cloue les canons abandonnés de Calicut.
La menace des canons annulée, les troupes retournent aux caravelles pour faire face à l'arrivée de la flotte de Calicut. Le détroit de Palurte n'est pas aussi étroit qu'il l'est à Kumbalam, permettant à l'amiral Elcanol d'Edapalli d'envoyer une première vague substantielle, un large front de 40 paraus, liés en travers, contre les caravelles. Mais la vitesse des artilleurs portugais décime la flotte qui avance. Une deuxième vague à peu près de même taille est envoyée à sa poursuite, mais elle est également repoussée.
À ce moment-là, la marée commence à baisser et les paraus de Calicut commencent à avoir du mal à se déplacer dans les eaux peu profondes et pleines d'obstacles de Palurte, de sorte que l'amiral de Calicut, Ercanol, ordonne à la flotte de se retirer. La nouvelle arrive rapidement que l'infanterie de Calicut de Naubeadarim s'apprête à franchir le passage de Palignar. Duarte Pacheco et ses troupes remontent sur leurs chaloupes.
La marée suffisamment basse, la colonne d'infanterie de Naubeadarim lance son assaut pour gagner le gué. Cependant, ils ne parviennent pas à beaucoup avancer ni à atteindre l'arrière opposé, freinés par les tirs rapides et nourris des bateis et les tirs incessants de projectiles des Nairs cochinois sur la rive. Après deux assauts acharnés mais infructueux, la marée recommence à monter et Naubeadarim ordonne à la colonne de se retirer.
Lors de cette première rencontre, Calicut aurait perdu environ 1 000 hommes et quelques navires. Le Zamorin arrive sur les lieux avec le reste de son armée peu de temps après et réprimande Naubeadarim ainsi qu'Elcanol pour ce qu'il croit être de la lâcheté en appelant à des retraites prématurées.
Les combats de la journée à Palignar et Palurte sont probablement les plus intenses que les Portugais ont affronté. Ils sont épuisés et comptent de nombreux blessés (mais toujours aucun mort, selon les chroniqueurs). Si le Zamorin renouvèle l'assaut le lendemain, ses forces pourraient prendre le gué. Cependant, des averses torrentielles empêchent la reprise des opérations, suivies rapidement par une épidémie dévastatrice de choléra qui décime le camp de Calicut. Cela donne aux alliés portugais et cochinois environ une semaine pour se reposer, récupérer et se préparer.

### Cinquième assaut
Duarte Pacheco profite de l'interruption des combats provoquée par le choléra pour réparer ses navires et renforcer sa position au gué de Palignar. Une forte palissade (palissade avec remparts) est érigée sur la rive proche. Des poteaux aiguisés, brûlés à une extrémité et attachés les uns aux autres, sont enfoncés profondément dans la boue tout au long du gué, pour compliquer sérieusement le passage de l'infanterie.
L'épidémie de choléra coûte un lourd tribut à l'armée du Zamorin : plus de 10 000 hommes décèdent. Le succès de la résistance ramène également certains des anciens vassaux cochinois qui avaient abandonnés le Trimumpara Raja. Leur retour est le bienvenu, moins pour l'aide concrète qu'ils peuvent apporter, que parce qu'ils privent le Zamorin d'éventuels renforts.
Vers le 6 mai (date incertaine), le Zamorin lance son plus grand assaut jusqu'à présent, concentrant toutes ses forces sur la prise du gué de Palignar. Il est dirigé par quelque 4 000 hommes équipés de 30 canons en laiton, déployés pour couler les batéis. Vient ensuite la colonne d'avant-garde, composée de quelque 12 000 hommes commandés par le prince Naubeadarim. Ercanol d'Edapalli commande une colonne de la même taille, et le Zamorin lui-même ferme la marche avec quelque 15 000 hommes, dont des équipes spécialisées de hachettes (environ 400) pour dégager les passages et abattre la palissade.
Les Portugais n'ont que 40 hommes sur les batéis de Palignar et seulement 200 soldats cochinois à la palissade du gué .
L'assaut sur Palignar commence par un duel de canonnade entre l'artillerie terrestre de Calicut et les bateis. L'artillerie portugaise prend le dessus et les batteries de Calicut sont dispersées. Mais à ce moment-là, la marée est basse et les batéis, qui raclent désormais le lit de la rivière, ne peuvent pas être facilement manœuvrés pour atteindre des positions de tir optimales.
Le Zamorin donne l'ordre d'avancer, et l'infanterie de Calicut se déverse dans le gué de Palignar, pour regagner l'autre rive. Les planches à pointes ont l'effet escompté : les lignes de front ralentissent pour surveiller leurs pas, les lignes arrière les repoussent par derrière et l'armée de Calicut se regroupe en une foule concentrée. Les canons portugais dirigent leur feu sur cette masse humaine dense, causant un nombre effroyable de victimes dans les rangs de Calicut. Néanmoins, sous la pression de leurs officiers, l'infanterie de Calicut continue à avancer.
Pêro Rafael dirige une partie du feu pour tuer le Zamorin lui-même, et un boulet de canon tombe suffisamment près de sa personne pour couper en morceaux deux des nobles qui se tiennent près de lui . Le Zamorin, couvert de sang, est chassé du terrain par sa garde, laissant le reste de l'assaut à Naubeadarim et Ercanol. Naubeadarim rallie les troupes de Calicut et avance furieusement. Travaillant péniblement sur les pointes empalantes, l'avant-garde atteint finalement la palissade sur la rive cochinoise. Les troupes cochinoises qui tiennent les remparts se replient ou fuient leurs positions, et les quelques Portugais stationnés là sont livrés à eux-mêmes.
A ce moment-là, la marée recommence à monter et les batéis sont délogés de la boue, pouvant à nouveau manœuvrer librement. Les batéis se précipitent en avant, directement dans le gué, et, avec un feu concentré, dispersent le lourd assaut contre la palissade. Les troupes de Calicut finissent par reculer sur les rives pour se retirer jusqu'à la limite des arbres.
Après neuf heures de combats intenses, la marée haute revient et l'assaut est terminé. L'armée du Zamorin a encore une fois échoué.
Duarte Pacheco est furieux contre les troupes cochinoises qui ont abandonné les remparts de la palissade dans le feu de la bataille et contre les troupes du seigneur vassal de Mangate qui ont déserté leurs postes avant même le début du combat. Cependant, le Trimumpara Raja rappel l'infidélité générale de tous ses vassaux, et assure Pacheco que son héritier, le prince Cadangora, s'installerait définitivement au gué et superviserait l'entretien de la palissade.
Au cours de cette rencontre, un détachement d'environ 2 000 Nairs de Calicut , utilisant un autre passage peu utilisé (ou peut-être débarqué par des paraus), réussit à contourner et à atterrir derrière les lignes portugaises. Les Nairs se dirigent vers une attaque surprise sur le gué par l'arrière, lorsque des paysans cochinois locaux travaillant dans les rizières attaquent le détachement avec leurs pelles, les faisant fuir. Apparemment, le système de caste indien a joué un rôle important, les Nairs craignant plus la souillure des paysans des castes inférieures que toute blessure causée par les outils agricoles qu'ils brandissaient . Pacheco aurait tenté de persuader le Trimumpara Raja de promouvoir ces courageux paysans au rang de Nairs et de les assigner à la palissade. En réponse, le roi lui donne une conférence sur les subtilités du système des castes.

### Complots et escarmouches
Le Zamorin n'a pas envie d'un nouvel échec sur le terrain et rejette l'idée d'un nouvel assaut direct. Ce refus est également contraint par la résurgence de l’épidémie de choléra. Au lieu de cela, il y a simplement une série de complots sournois et d'escarmouches occasionnelles visant à affaiblir ou à étirer la position portugaise aux cols.
Les réseaux de renseignement du sud de l'Inde veillent à ce que la plupart des complots du Zamorin soient divulgués. Déjà plus tôt, les agents du Zamorin provoquent une conspiration de certains Nairs cochinois pour assassiner Duarte Pacheco. Le complot est découvert et Pacheco fait fouetter puis pendre deux d'entre eux .
Au cours de cet intermède, les conseillers du Zamorin conçoivent un nouveau plan pour que des agents infiltrent Cochin et soudoyent des ravitailleurs pour qu'ils empoisonnent la nourriture ainsi que l'eau envoyées aux troupes au gué de Palignar. Cependant, l’intrigue fuite. Pour assurer leur subsistance, de nouveaux puits sont creusés quotidiennement sur les plages de Palignar, et les ravitailleurs, vendeurs et transporteurs sont obligés de goûter leur propre nourriture à chaque étape avant de la distribuer à l'armée.
Les conseillers du Zamorin ne cessent de concocter d'autres complots : un soulèvement à Cochin, puis un plan visant à envoyer des bateaux sous le couvert de la nuit à Cochin et à incendier la ville, puis à faufiler des paniers de cobras venimeux à bord des navires portugais. Tous ces complots sont rapidement déjoués par des fuites de renseignements.
Dans l'un des cas les plus célèbres , le Zamorin décide de lancer une attaque nocturne. Les troupes doivent traverser un gué près de Palurte, jusqu'alors inutilisé car il est à portée de tir des caravelles portugaises ancrées. Mais la nuit, les caravelles ne les voient pas et les troupes peuvent traverser à gué. Ce soir-là, deux armées de Calicut partent : l'avant-garde doit partir en premier et donner le signal de la torche à la deuxième armée d'avancer après avoir traversé le gué. Néanmoins, Pacheco a vent du projet. Peu de temps après que l'avant-garde commence sa marche, Pacheco donne lui-même le signal de la torche convenu à l'avance et fait avancer prématurément la deuxième armée. L'avant-garde, pensant être prise par derrière par une colonne cochinoise, se retourne et attaque la deuxième armée. Dans l’obscurité de la nuit, les deux armées de Calicut ne se rendent pas compte qu’elles s’affrontent .
Pendant l'intermède, Pacheco lance à plusieurs reprises ses propres excursions pour harceler le campement de Calicut et attaquer les villages qui le soutiennent. Lors d'une de ces excursions, Pacheco est pris en embuscade et encerclé par une flotte ennemie de 54 paraus, mais réussi à les vaincre .

### Sixième assaut
Les préparatifs pour un nouvel assaut sur le gué de Palignar commence fin mai (ou peut-être juin) . 30 000 soldats sont rassemblés pour le nouvel assaut sur Palignar. L'artillerie est déplacée dans des lignes de tranchées préparées à l'avance, où les batteries sont mieux protégées des ripostes portugaises.
Contre Palurte, Elacanol d'Edapalli répare et prépare à nouveau la flotte – l'avant-garde dirigée par 110 paraus bien armés et bien protégés, liés ensemble, suivis d'une centaine de bateaux de transport, remplis de soldats pour le grappin . Il y a quelques innovations: d'abord, une série de bateaux-pompes (« brulotes »), chargés de matériel incendiaire, sont préparés, destinés à être envoyés contre les caravelles portugaises. Puis, une série de «châteaux flottants» . Essentiellement, un « château flottant » est une tour de siège en bois, haute d'environ 18 mains, avec des côtés fortement renforcés, capable de transporter 40 hommes armés, montés sur deux paraus attachés ensemble. Il y a huit de ces châteaux, montés sur 16 bateaux, reliés les uns aux autres, formant une seule ligne imposante.
Duarte Pacheco est au courant de tous ces préparatifs et prend lui-même des contre-mesures. Contre les bateaux-pompes, il ordonne la construction d'un large radeau (monté de mâts), qu'il ancre fermement à travers le détroit. Ayant entendu parler des châteaux flottants, il ordonne l'érection de structures en bois sur la proue de ses caravelles, pour correspondre à la hauteur des châteaux de Calicut .
Candagora, prince et héritier de Cochin, se présente avec mille des meilleurs Nairs cochinois au gué de Palignar. Les deux bateis de Palignar sont sous le commandement de Cristóvão Jusarte et Simão de Andrade, tandis que Lourenço Moreno est placé aux commandes de quelques bateaux cochinois .
A l'aube du jour de l'attaque, l'infanterie du Zamorin commence sa marche vers Palignar. Pour le narguer, Pacheco navigue dans un bateau jusqu'à la pointe de l'île d'Arraul et débarque avec une petite escouade pour s'engager dans une escarmouche avec les escouades avancées de l'armée de Calicut. Le Zamorin, irrité, redirige un important détachement de ses forces après lui. Pacheco remonte sur son bateau et s'en va .
La marée étant haute, la bataille commence à Palurte, où les caravelles sont ancrées. Les bateaux incendiaires de Calicut sont les premiers à être lancés, mais ils sont attrapés par le radeau ancré et brûlés sans danger. La rangée de châteaux flottants est alors lancée contre les caravelles. Cela s'avère plus difficile, car leurs flancs renforcés semblent résister à tous les tirs de canon que les Portugais offrent. La situation semble sombre et Duarte Pacheco prononce sa célèbre phrase : «Seigneur, ne me fais pas payer mes péchés pour l'instant», avant de concentrer un feu nourri sur le château flottant le plus proche qui brise finalement ses flancs. Un second suit bientôt, tout l'appareil commence à se fragmenter et les paraus à couler , Pacheco offre une prime de 100 cruzados à tout marin qui ose nager avec une torche et mettre le feu aux paraus situés sous les châteaux flottants.
Pendant que les caravelles de Palurt sont engagées, la marée descend et l'infanterie du Zamorin marche sur le gué de Palignar. Les tirs incessants des deux bateis, rejoints par les tirs continus de boulets Cochinois sur les remparts de la palissade et dans les vedettes, fauchent ligne après ligne l'infanterie de Calicut alors qu'elle entre dans le gué. L'assaut est repoussé, jusqu'à ce que la marée haute revienne et oblige les armées de Calicut à mettre fin à leur tentative de traversée.
L'armée de Calicut subi beaucoup de pertes ce jour-là alors que les Portugais ne comptent toujours pas de morts mais seulement des blessés . La victoire sur le plus grand assaut mené par le Zamorin est accueillie par de grandes festivités à Cochin.

### Septième assaut et fin
Le Zamorin ordonne quelques assauts supplémentaires contre les positions portugaises, dont l'un utilise les mêmes châteaux flottants (maintenant réparés), mais en vain. Lors de ces assauts, le Zamorin dispose de moins de troupes – épuisées par la maladie et la désertion – et, avec moins d'enthousiasme et d'énergie, les attaques sont largement décousues.
À présent, la saison de la mousson commence à tourner, les pluies et les vents plus forts agissent contre l'armée du Zamorin – la pluie propageant les maladies et compliquant les déplacements, les niveaux d'eau sont plus élevés dans les passages, rendant la navigation sur les paraus plus difficile. De plus, un à un, les vassaux de Calicut s'éloignent furtivement du camp du Zamorin car il est prévu qu'une nouvelle Armada portugaise arrive en août en Inde. De nombreux vassaux du Zamorin, ayant alors perdu l'espoir de s'emparer de Cochin, pensent qu'il est préférable de négocier leurs propres conditions de paix avec le Trimumphara Raja avant l'arrivée des Portugais, de peur que leurs domaines ne soient visés par des raids punitifs vengeurs. Le dernier des vassaux à conclure une paix séparée avec Cochin est le seigneur Elcanol d'Edapalli lui-même.
Finalement, le 24 juin 1504 (Fête de la Saint-Jean) , le Zamorin de Calicut décide d'abdiquer, transmettant son trône à son neveu et héritier, Naubeadaraim (le général qui a dirigé l'infanterie de Calicut). Il se retire dans un temple, se consacrant à la vie religieuse. Cependant, le Zamorin est réprimandé par sa propre mère pour sortir du temple et organiser un dernier assaut . Cela n'aboutissant à rien, il retourne définitivement à l'isolement religieux et l'armée de Calicut se retire des rives de la lagune de Vembanad vers le 3 juillet.

## Conséquences
Immédiatement après le retrait des forces du Zamorin des environs de Cochin (vers début août 1504), Duarte Pacheco Pereira met les voiles avec ses caravelles hors de Cochin pour Quilon. Des rumeurs circulent selon lesquelles des commerçants arabes de la ville déclenchent une conspiration ou une émeute pour attaquer l'usine portugaise, tuant au moins un agent portugais. Almeida capture une escouade de navires marchands arabes et se venge d'eux.
Pacheco est encore en train de régler les affaires à Quilon lorsque la 6e Armada portugaise des Indes, sous le commandement de Lopo Soares de Albergaria atteint Cochin en septembre 1504. Duarte Pacheco revient à Cochin fin septembre ou octobre pour l'y rencontrer.
En octobre, Pacheco participe à un raid préventif portugais-cochinois sur Cranganore, où le nouveau Zamorin rassemblait son armée, pour attaquer à nouveau Cochin après le départ de la 6e Armada en janvier. La destruction de Cranganore et la défection ultérieure du souverain de Tanur, l'un des vassaux les plus importants du Zamorin, repousse la ligne de front de Calicut vers le nord et place la lagune de Vembanad hors de portée de l'armée et de la flotte du Zamorin de Calicut. Cela met fin à toute perspective de voir le Zamorin attaquer à nouveau Cochin via les lacs du Kerala.